# Lonesome Luke's Lovely Rifle
Lonesome Luke's Lovely Rifle er en amerikansk stumfilm fra 1917.

## Medvirkende
- Harold Lloyd som Lonesome Luke
- Snub Pollard
- Bebe Daniels